# Armin Bittner
Armin Bittner (* 28. November 1964 in Krün) ist ein ehemaliger deutscher Skirennläufer. Er war Ende der 1980er Jahre einer der weltbesten Slalom-Fahrer. Als einziger männlicher Deutscher gewann er zwei kleine Kristallkugeln.

## Biografie
Bittner war bis zur Beendigung seiner Dienstzeit bei der Bundeswehr  Stabsunteroffizier der Gebirgsjäger, gewann 7 Weltcup-Slaloms, 1989 und 1990 die Slalomwertung im Skiweltcup und bei den Skiweltmeisterschaften 1987 und 1989 Bronze und Silber. Dreimal war er Deutscher Meister im Slalom und zweimal im Riesenslalom. 
Bis 2010 war Bittner als Co-Kommentator für das ZDF tätig. Im Januar 2010 stieg er zudem in das Trainerteam der deutschen Damen-Nationalmannschaft an der Seite Wolfgang Maiers mit Zuständigkeit für das Slalom- und Riesenslalomteam ein. 
Bittner ist verheiratet mit der ehemaligen Skirennläuferin Regine Mösenlechner. Aus der Ehe entstammen zwei Kinder. Bittner ist nach eigenen Worten als Familienmanager tätig.

## Erfolge

### Olympische Spiele
- Calgary 1988: 11. Kombination, 26. Riesenslalom

### Weltmeisterschaften
- Crans-Montana 1987: 3. Slalom
- Vail 1989: 2. Slalom, 22. Riesenslalom
- Saalbach 1991: 6. Slalom, 15. Riesenslalom
- Morioka 1993: 30. Kombination

### Weltcupwertungen
Armin Bittner gewann zweimal die Disziplinenwertung im Slalom.
| Saison  | Gesamt | Gesamt | Riesenslalom | Riesenslalom | Slalom | Slalom |
| Saison  | Platz  | Punkte | Platz        | Punkte       | Platz  | Punkte |
| ------- | ------ | ------ | ------------ | ------------ | ------ | ------ |
| 1985/86 | 97.    | 4      | –            | –            | 49.    | 4      |
| 1986/87 | 17.    | 69     | –            | –            | 3.     | 78     |
| 1987/88 | 23.    | 52     | –            | –            | 4.     | 52     |
| 1988/89 | 7.     | 127    | 20.          | 10           | 1.     | 117    |
| 1989/90 | 4.     | 193    | 7.           | 43           | 1.     | 150    |
| 1990/91 | 14.    | 77     | 20.          | 15           | 9.     | 62     |
| 1991/92 | 16.    | 443    | 29.          | 68           | 4.     | 375    |
| 1992/93 | 46.    | 185    | –            | –            | 10.    | 185    |
| 1993/94 | 55.    | 119    | –            | –            | 14.    | 119    |

### Weltcupsiege
Bittner errang insgesamt 19 Podestplätze, davon 7 Siege:
| Datum             | Ort                  | Land        | Disziplin |
| ----------------- | -------------------- | ----------- | --------- |
| 21. Dezember 1986 | Hinterstoder         | Österreich  | Slalom    |
| 21. Dezember 1988 | St. Anton am Arlberg | Österreich  | Slalom    |
| 15. Januar 1989   | Kitzbühel            | Österreich  | Slalom    |
| 12. August 1989   | Thredbo              | Australien  | Slalom    |
| 7. Januar 1990    | Kranjska Gora        | Jugoslawien | Slalom    |
| 4. März 1990      | Veysonnaz            | Schweiz     | Slalom    |
| 12. Januar 1991   | Schladming           | Österreich  | Slalom    |

### Juniorenweltmeisterschaften
- Auron 1982: 12. Slalom, 40. Abfahrt